# 杜氏錫伯鯰
杜氏錫伯鯰，為輻鰭魚綱鯰形目北非鯰科的其中一種，分布於非洲坦干伊喀湖流域，體長可達6.5公分，棲息在底層水域，屬肉食性，生活習性不明。

## 擴展閱讀
維基物種上的相關：杜氏錫伯鯰